# Rusudan Glurjidze
Rusudan Glurjidze (Tbilisi, 21 de Julho de 1972) é uma directora, guionista e produtora de cinema georgiana.

## Biografia
Rusudan Glurjidze nasceu a 21 de Julho de 1972, em Tbilisi, na Geórgia.
Formou-se em Língua e Literatura Francesas pela Universidade Estatal de Tbilisi, estudando direcção cinematográfica e guionismo na aula de Giorgi Shengelaia, na Universidade de Teatro e Cinema Shota Rustaveli.
Após 1996, Glurjidze trabalhou em publicidade, e no Georgian Public Broadcaster, produzindo clips musicais e comerciais. Desde 2007 trabalha como produtora e directora artística da Cinetech Film Production Company, tendo ainda trabalhado como primeira assistente de direcção na comédia de Giorgi Shengelaia, "O Comboio Foi e Foi" (მოდიოდა მატარებელი).
O filme House of Others, Dirigido por Rusudan Glurjidze, é uma co-produção entre a Geórgia, a Rússia, a Espanha e a Croácia. A história passa-se na década de 1990, depois de uma guerra civil, quando duas famílias do lado dos vencedores são transferidas para as casas dos derrotados, evacuadas à pressa. No entanto, não parecem ser capazes de construir uma nova vida, em paz, uma vez que as cicatrizes da guerra continuam a gerar raiva dentro de si.
O filme é a primeira produção da directora, sendo exibido na competição Este do Oeste do Festival Internacional de Cinema de Karlovy Vary, obtendo o Grande Prémio.
House of Others também ganhou o Grande Prémio no 12º Festival Internacional de Cinema da Eurasia 2016, The Network for the Promotion of Asian Cinema (NETPAC) como Melhor Filme Asiático, e o Festival Internacional de Cinema de Bergen (BIFF) de 2016, na categoria Cinema Extraordinaire.
House of Others, de Rusudan Glurjidze é o candidato da Geórgia ao 89º Óscar da Academia para Melhor Filme em Língua Estrangeira.

## Filmografia
| Ano  | Filme           | Estado   | Estado     | Estado |
| Ano  | Filme           | Director | Roteirista |        |
| ---- | --------------- | -------- | ---------- | ------ |
| 1993 | Nocturne        | Sim      | Sim        |        |
| 1996 | Oscar           | Sim      | Sim        |        |
| 2016 | House of Others | Sim      | Sim        |        |